# Strichplatz Depotweg
Der Strichplatz Depotweg ist eine seit dem 26. August 2013 von der Stadt Zürich betriebene Örtlichkeit der geregelten Strassenprostitution.

## Beschreibung
Innerhalb des Strichplatzes im Stadtteil Altstetten existieren elf Verrichtungsboxen. In neun Boxen ist es möglich, direkt mit dem Auto hineinzufahren. Bei zwei Boxen, sogenannte Stehboxen muss der Freier das Auto parkieren und dann zu Fuss mit der Sexarbeiterin hineingehen.
Zusätzlich bestehen innerhalb der Stätte vier Standplätze für Wohnmobile, eine Rundstrecke und ein Pavillon der Beratungsstelle für Sexarbeitende. Das Gebiet ist nicht videoüberwacht und die Polizei nur punktuell, zur Ahndung von Verkehrsverstössen, anwesend. Im Flora-Dora-Pavillon befinden sich eine Dusche und Toiletten für die Prostituierten.

## Fussnoten
1. ↑  Strichplatz Zürich Altstetten – Experiment ohne Erfolgsgarantie. In: NZZ. 15. August 2013, abgerufen am 23. August 2015.
2. ↑  Der erste Freier in der Sexbox. (Memento vom 14. August 2014 im Internet Archive), Tages-Anzeiger, 27. August  2013, abgerufen am 23. August 2015
3. ↑  Strichplatz Depotweg, auf stadt-zuerich.ch, abgerufen am 16. Juni 2025
4. ↑  So sehen die neuen Sexboxen aus. 20 Minuten, 15. August 2013, abgerufen am 23. August 2015.

Koordinaten: 47° 23′ 34,4″ N, 8° 29′ 45,8″ O; CH1903: 679833 / 249656